# Центр развития национальной кинематографии Узбекистана
Центр развития национальной кинематографии Узбекистана (узб. Milliy kinematografiyani rivojlantirish markazi) — негосударственная некоммерческая организация, созданная по указу президента Узбекистана Шавката Мирзиёева, для развития и поддержки национальных кинематографистов как внутри республики, так и на международном уровне (не путать с Центром развития кинематографии в Узбекистане).

## История создания
Предложение о создании Центра развития национальной кинематографии Узбекистана было одобрено президентом республики согласно указу № 6202 от 7 апреля 2021 года «О мерах по поднятию киноискусства и киноиндустрии на качественно новый уровень и дальнейшему совершенствованию системы государственной поддержки отрасли». В ноябре 2021 года была запущена работа Центра под учредительством Агентства кинематографии Узбекистана и представителей киноискусства. Первым руководителем организации стала кинокритик Барно Унгбаева. В марте 2022 года новым директором Центра стал Маруф Мухторов. Унгбаева осталась в Центре на должности официального представителя и пресс-секретаря. В июне 2023 года решением заседания Совета директоров Центра развития национальной кинематографии Узбекистана директором Центра был избран режиссер Фуркат Усманов.

## Цели
Формирование киноискусства как стратегического ресурса духовной, культурной и просветительской жизни общества, включая воспитание молодежи в духе патриотизма;
Пропаганда и продвижение киноиндустрии внутри Узбекистана и узбекского кинематографа за рубежом;
Подготовка кадров и помощь кинематографистам.

## Задачи
На основании указа № 6202 «О мерах по поднятию киноискусства и киноиндустрии на качественно новый уровень и дальнейшему совершенствованию системы государственной поддержки отрасли» главными задачами Центра являются:
- Финансовая поддержка производства национальных фильмов и сериалов, а также совместное создание кинопродукции;
- Организация на основе рыночных принципов проката фильмов, произведенных на основе государственного заказа;
- Привлечение отечественных и зарубежных инвесторов к финансированию производства, прокату и показу национальных фильмов;
- Финансирование субтитрирования и дубляжа национальных фильмов на иностранные языки, лучших мировых кинопроизведений — на государственный язык;
- Обеспечение участия произведений национального киноискусства в международных кинофестивалях, а также организация отечественных и международных кинофорумов;
- Поддержка Творческого союза кинодеятелей Узбекистана и негосударственных некоммерческих организаций, занимающихся защитой прав представителей киноискусства и киноиндустрии, посредством выделения грантов и социальных заказов.

На основании указа президента № 5060 «О совершенствовании системы государственного управления в области кинематографии и создании достойных условий для творческой деятельности представителей сферы» в сферу ответственности Центра входит:
- Совершенствованию системы финансирования создания высокобюджетных национальных фильмов на основе мирового опыта и создания многосерийных фильмов об исторических личностях;
- Формирование базы данных для ГУК «Центр документальных и хроникальных фильмов» ;
- Участие в работе кинокомиссии и Оскаровского комитета Узбекистана;
- Защита авторских прав.

На основании указа президента № 5151 «О возрождении и проведении Ташкентского международного кинофестиваля» на Центр возложены задачи дирекции и заказчика возрожденного Ташкентского международного кинофестиваля «Жемчужина Шелкового пути».
Согласно постановлению президента от 05.06.2024 г. «О мерах по дальнейшему развитию сферы кинематографии и созданию цикла фильмов, посвященных истории страны», при Центре создается школа по подготовке и переподготовке специалистов со средним специальным образованием для сферы кинематографии.

## Проекты
Центром в сотрудничестве с частными студиями по итогам питчингового конкурса были сняты следующие художественные фильмы:
- «Скажи, папа!» (2022)
- «История болезни» (2022)
- «Дорбоз» (2023)
- «К цели» (2023)
- «Сентябрьские цветы» (2023)
- «Феномен» (2023)
- «Я не помню» (2023)
- «Сароб» (2024)
- «Одина» (2024)
- «Гордость» (2024—2025)